# 4616 Batalov
A 4616 Batalov (ideiglenes jelöléssel 1975 BF) a Naprendszer kisbolygóövében található aszteroida. Ljudmila Ivanovna Csernih fedezte fel 1975. január 17-én.